# نحميا بلات
نحميا بلات (بالإنجليزية: Nehemiah Platt)‏ هو سياسي أمريكي، ولد في 25 يوليو 1797، وتوفي في 29 مارس 1851. انتخب عضو مجلس ولاية نيويورك.